# Stari Altinjar
Stari Altinjar (en rus: Старый Алтынжар) és un poble (un possiólok) de l'óblast d'Astracan, a Rússia. Pertany al districte de Volodarski. Segons el cens del 2010 tenia 102 habitants.